# Hans Theilig
Hans Theilig (født 12. august 1914 i Hamburg, død 6. oktober 1976) var en tysk håndboldspiller, som deltog i OL 1936 i Berlin.
Theilig var en del af det tyske håndboldlandshold, som deltog i OL 1936. Det var første gang, håndbold var på programmet ved et OL, og turneringen blev spillet på græs på 11-mandshold. Oprindeligt var ti hold tilmeldt, men Danmark, Holland, Sverige og Polen meldte fra, så blot seks hold deltog. Disse blev delt op i to puljer, hvor Tyskland vandt sin pulje suverænt med en samlet målscore på 51-1 efter blandt andet en 29-1 sejr over USA. De to bedste fra hver pulje gik videre til en finalerunde, hvor alle spillede mod alle. Igen vandt Tyskland alle sine kampe, men dog i lidt tættere kampe. Således vandt de mod Østrig med 10-6. Som vinder af alle kampe vandt tyskerne sikkert guld, mens Østrig fik sølv og Schweiz bronze. Theilig spillede tre af kampene og blev turneringens topscorer med 22 mål.
To år senere deltog han det første indendørs-VM, hvor han med Tyskland vandt turneringen efter sejr i kampene mod de øvrige tre hold i turneringen. Også her blev Theilig topscorer med 6 mål (delt med svenskeren Yngve Lamberg). Han var desuden med til at vinde VM i markhåndbold samme år.
Han blev desuden tysk mester med SV Polizei Hamburg i 1941 og 1943 og med SV Polizei Berlin i 1944.